# Ximelá
Ximelá, Simla ou Shimla (em hindi: शिमला) é a capital e a maior cidade do estado do Himachal Pradexe, no noroeste da Índia. É a sede do distrito homónimo e o principal centro de turismo, comércio, educação e cultura das regiões montanhosas do estado. Em 2011, a cidade tinha 169 578 habitantes, o que faz dela uma das capitais estaduais da Índia com menos população. O distrito é limitado pelos distritos de Mandi e Kulu a norte, Kinnaur a leste, Solan a oeste, Sirmaur a sul e pelo estado de Utaracanda a sudeste.
A cidade, uma das mais icónicas hill stations da Ásia, foi declarada a capital de verão da Índia Britânica em 1864, substituindo nessas funções Murree (situada a nordeste de Raualpindi, atualmente no Paquistão). Depois da independência, tornou-se a capital do Panjabe e posteriormente foi declarada a capital do Himachal Pradexe. A área só começou a ser povoada no início do século XIX e passou a ser controlada pelos britânicos em 1817. O clima ameno levou os britânicos a fundarem a cidade nas densas florestas dos Himalaias. Como capital de verão, Ximelá foi palco de vários eventos políticos importantes, como a Convenção de Ximelá em 1914 e a Conferência de Ximelá em 1945. Depois da independência, foi constituído o estado do Himachal Pradexe, com a integração de 28 estados principescos. A cidade continuou a ser um centro político importante, tendo sido palco do Tratado de Ximelá de 1972, na sequência da Guerra Indo-Paquistanesa de 1971, no qual o Paquistão reconheceu a independência do Bangladexe.
O topónimo deriva da deusa hindu Xiamala Devi, uma encarnação de Cali. Em 2011, o distrito abarcava o território de 19 antigos estados principescos das montanhas (hill states), nomeadamente Baghal, Baghat, Balsan, Bashahr, Bhajji, Bija, Darkoti, Dhami (Índia), Jubbal, Keonthal, Kumharsain, Kunihar, Kuthar, Mahlog, Mangal, Nalagar (ou Hindur), Sangri e Tharoch.[carece de fontes?]
Na cidade encontram-se vários edifícios de estilo tudorbethano e neogótico da era colonial, bem como templos e igrejas. A arquitetura colonial e a beleza natural da cidade atrai muitos turistas. As principais atrações incluem o Pavilhão do Vice-rei (Viceroy Lodge ou Rashtrapati Niwas), a Igreja de Cristo, o Templo de Jakhu, a Mall Road e o The Ridge, com estas duas últimas formando o centro da cidade. O caminho de ferro Calca–Ximelá, construído pelos britânicos e inaugurada em 1903, está classificado como Património Mundial pela UNESCO, integrando o sítio "Caminhos de Ferro de Montanha na Índia".
Devido à sua topografia, com grandes inclinações, Ximelá acolhe a corrida de bicicleta de montanha MTB Himalaya, considerado o maior evento do seu tipo na Ásia Meridional. Na cidade encontra-se o maior rinque de patinagem de gelo natural da Ásia Meridional. A estação de patinagem no gelo começa geralmente no início de dezembro e vai até ao fim de fevereiro. Além de ser um centro turístico, a cidade é também um polo de ensino, com várias faculdades e centros de investigação.

## História
A maior parte da área ocupada atualmente pela cidade era uma densa floresta no século XVIII. Os únicos sinais de ocupação humana eram o templo de Jakhu e algumas casas dispersas.
A região foi invadida por Bhimsen Thapa, o mukhtiyar (espécie de primeiro-ministro) nepalês em 1806. A Companhia Britânica das Índias Orientais tomou o controlo formal do território nos termos do Tratado de Sugauli, na sequência da guerra anglo-nepalesa (1814–1816). Num registo do diário dos irmãos Gerard, que fizeram o levantamento da área, datado de 30 de agosto de 1817, Ximelá é descrita como "uma aldeia de tamanho médio onde há um faquir que oferece água aos viajantes". Em 1819, o tenente Ross, o agente político assistente (espécie de governador) nos "estados das montanhas", construiu um chalé de madeira em Ximelá. Três anos mais tarde, o seu sucessor, o funcionário público escocês Charles Pratt Kennedy construiu a primeira "casa pucca" da região, perto do local onde atualmente se ergue o edifício da Assembleia Legislativa do Himachal Pradexe. As notícias do clima semelhante ao britânico começaram a atrair funcionários britânicos à região durante os quentes verões indianos. Em 1826, alguns funcionários tinham começado a passar todas as suas férias em Ximelá. No ano seguinte, William Amherst, o governador geral de Bengala, visitou Ximelá e ficou hospedado na Casa Kennedy. Em 1828, Lorde Combermere, o comandante-em-chefe das tropas britânicas na Índia, esteve na mesma casa. Durante a sua estadia, foi construída uma estrada com três milhas e uma ponte perto de Jakhu. Em 1830, os britânicos compraram as terras em redor aos chefes de Keonthal e de Patiala em troca da pargana de Rawin e de parte da pargana de Bharauli. A povoação cresceu rapidamente depois disso, passando de 30 casas em 1830 para 1 141 em 1881.
Em 1832 realizou-se em Ximelá a primeira reunião política, entre o governador-geral William Bentinck e emissários do marajá Ranjit Singh. Numa carta para o coronel Churchill ele escreveu: «Ximelá está a apenas quatro dias de marcha de Ludhiana, é de fácil acesso e é comprovadamente um refúgio muito agradável das planícies ardentes do Hindoostaun (Indostão)».

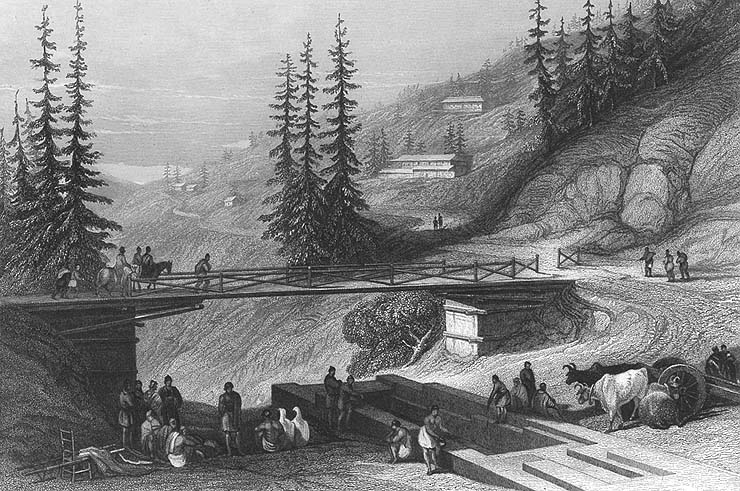
Imagem da década de 1850 mostrando a ponte que ligava Ximelá a Chota Ximelá, construída originalmente por Lorde Combermere

A partir daí, a cidade foi visitada regularmente por governadores-gerais e comandantes-em-chefe da Índia Britânica. Muitos jovens oficiais britânicos começaram a visitar a área para socializarem com os seus superiores. Foram seguidos por senhoras que procuravam alianças matrimoniais para os seus familiares. Ximelá tornou-se uma hill station (estância de montanha) famosa pelos seus bailes, festas e outros eventos sociais. Subsequentemente foram criadas escolas residenciais para alunos das famílias das classes altas. No final da década de 1830, Ximelá tornou-se também um centro de teatro e de exposições de arte. À medida que a população crescia, foram construídos numerosos bangalôs e um grande bazar. Negociantes indianos, principalmente das comunidades sood e parsi, instalaram-se na área para satisfazerem as necessidades da população europeia crescente. Em 9 de setembro de 1844 foi lançada a primeira pedra da Igreja de Cristo. Depois foram alargadas várias estradas e foi iniciada a construção da estrada Indostão-Tibete, para a qual foi construído um túnel de 170 metros, atualmente conhecido como Túnel Dhalli, inaugurado no inverno de 1851–1852. A rebelião de 1857 causou pânico entre os residentes europeus da cidade, mas esta praticamente não foi afetada pelos tumultos.
Em 1863, o vice-rei da Índia, John Lawrence, decidiu mudar a capital de verão do Raj para Ximelá, não obstante isso implicar a deslocação da administração duas vezes por ano entre Calcutá e a pequena cidade nas montanhas, a mais de 1 600 km e com acessos difíceis. Lorde Lytton, vice-rei entre 1876 e 1880, empenhou-se em planear a cidade desde 1876, quando lá esteve pela primeira vez numa casa arrendada. Foi ele quem lançou o projeto de um "pavilhão do vice-rei" (Viceregal Lodge), que mais tarde foi construído no monte do Observatório (Observatory Hill) e que atualmente é conhecido como Rashtrapati Niwas. Um fogo limpou grande parte da área onde vivia a população nativa indiana (o "Bazar Alto", hoje conhecido como The Ridge) e o planos para tornar a extremidade oriental o centro da cidade europeia forçou os habitantes indianos a ir viver para o "Bazar Médio" e "Bazar Baixo", nos socalcos abaixo das encostas íngremes do Ridge. O Bazar Alto foi terraplanado para instalar a sede do município e outros edifícios públicos, como uma biblioteca, um teatro e instalações para a administração municipal, para os voluntários militares e de polícia.

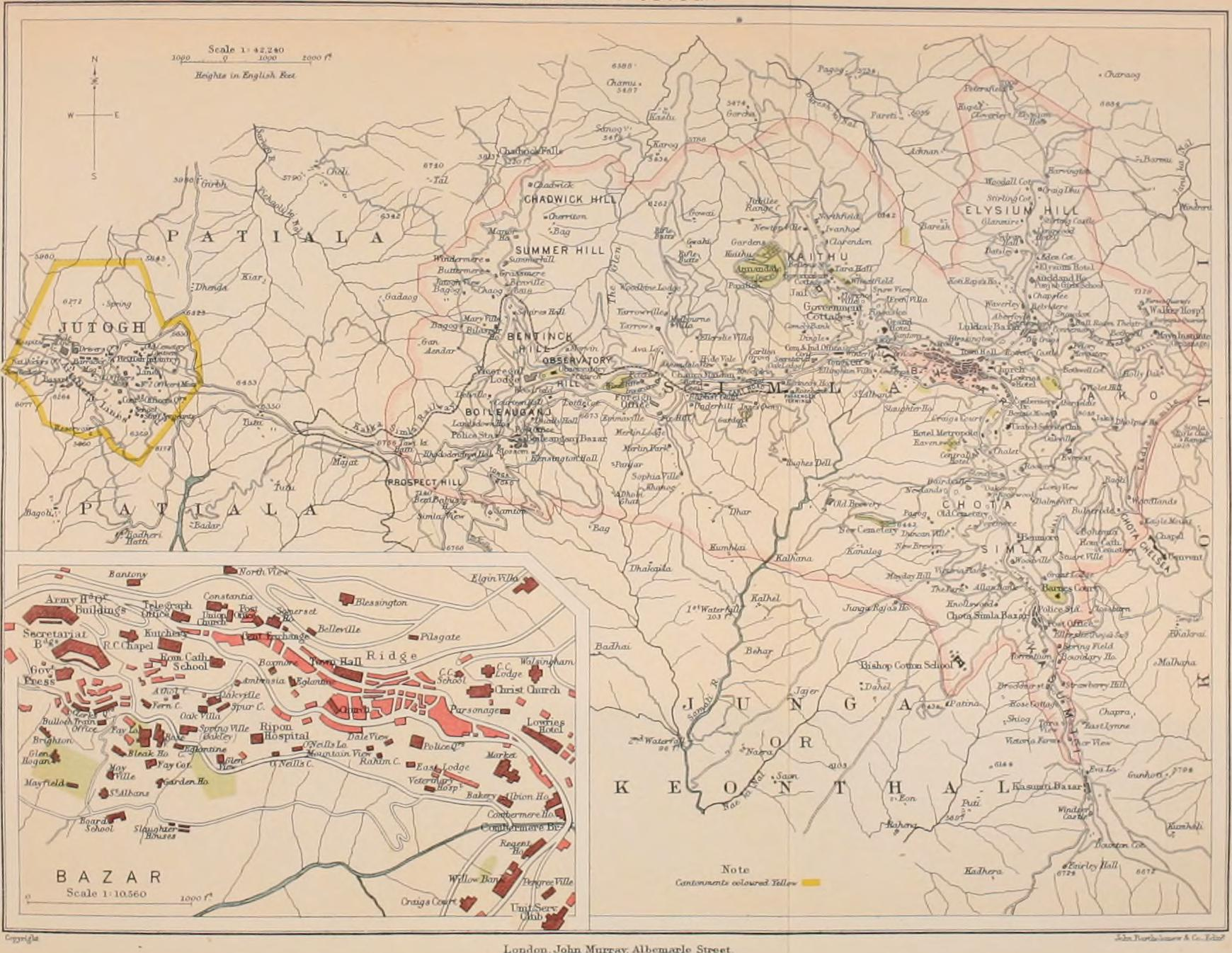
Mapa de Ximelá e Jutogue de 1911

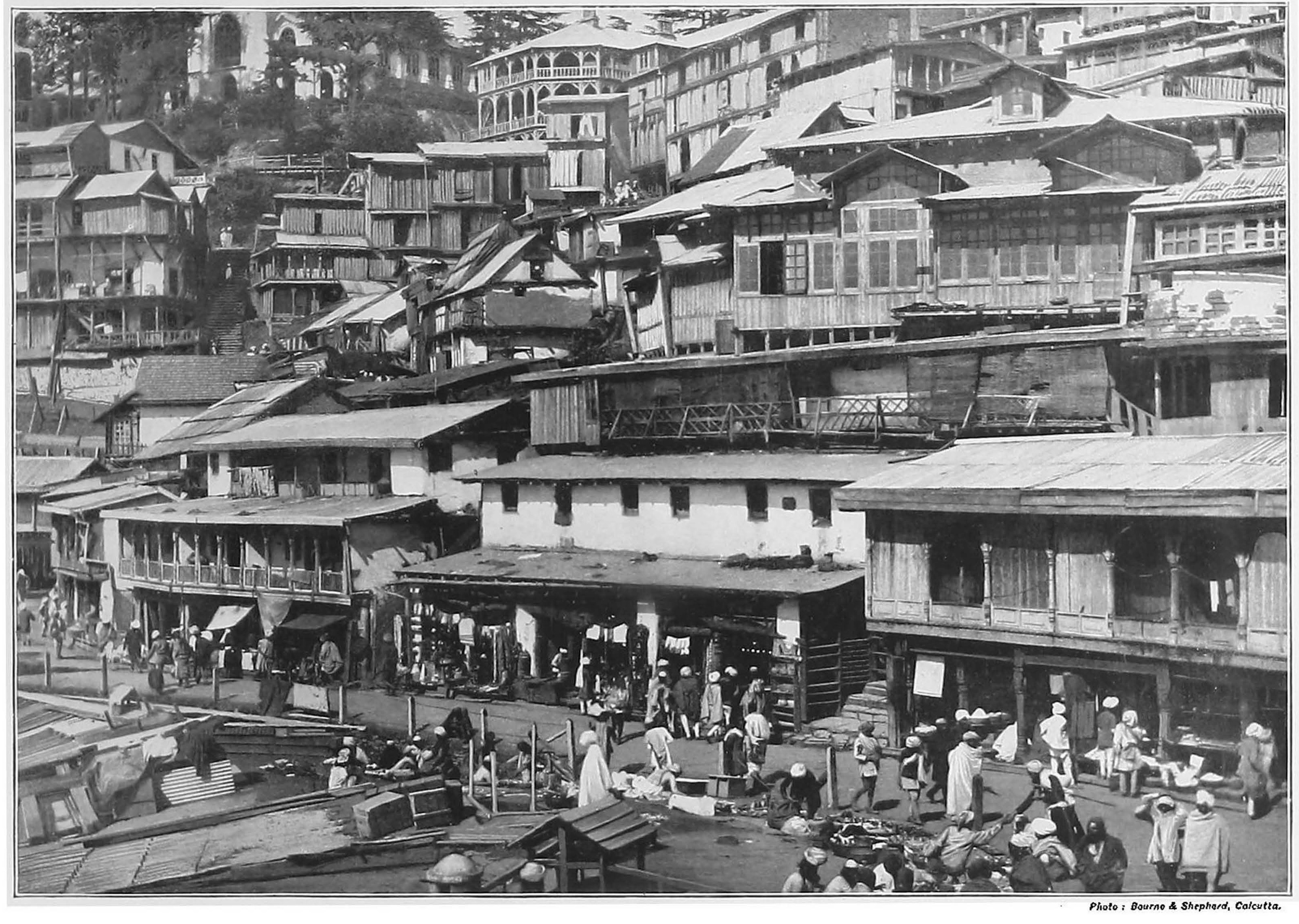
O "Bazar Baixo" de Ximelá numa fotografia tirada entre 1887 e 1889

Durante o "Tempo Quente" (Hot Weather), Ximelá era o quartel-general do comandante-em-chefe, a sede do Exército Indiano e muitos departamentos do governo. A capital do governo provincial do Panjabe foi transferida de Murree (atualmente no Paquistão) para Ximelá em 1876. Muitas esposas e filhas dos funcionários britânicos que permaneciam nas planícies instalavam-se em Ximelá, contribuindo para formar a chamada Sociedade de Ximelá, que segundo Charles Allen foi a coisa mais semelhante a uma camada social superior que houve na Índia Britânica. Para isso pode ter contribuído o facto de ser um local muito caro, com um clima ideal, por isso desejado, além de ter acomodações limitadas. Os militares britânicos, comerciantes e funcionários públicos iam para Ximelá todos os anos para fugirem ao calor durante o verão na Planície Indo-Gangética. A presença de muitos bacharéis e homens solteiros e descomprometidos, bem como a de muitas mulheres que passavam o tempo quente na cidade deu a Ximelá uma reputação de adultério ou, pelo menos boatos sobre adultério. Numa carta citada por Allen, Rudyard Kipling escreve que tinha fama de "frivolidade, boatos e intriga".
O túnel do Bazar Baixo (Khachhar Surang), com 150 metros de extensão, foi construído em 1905. O túnel Elysium (atualmente conhecido com túnel de Auckland), com cerca de 37 metros de comprimento, foi construído no mesmo ano. O caminho de ferro Calca–Ximelá, inaugurado em 1906, melhorou os acessos à cidade e reforçou ainda mais a sua popularidade. A linha, com 806 pontes e 103 túneis, foi considerada um feito de engenharia e ficou conhecida com a "joia britânica do Oriente" e em 2008 foi incluída no sítio do Património Mundial da UNESCO "Caminhos de Ferro de Montanha na Índia".
Ximelá foi a capital da província colonial do Panjabe a partir de 1871, um estatuto que manteve até ser construída Chandigar, que atualmente é a capital dos estados indianos do Panjabe e de Harianá. Quando foi formado o estado de Himachal Pradexe, Ximelá foi escolhida para a sua capital.
Depois da independência, a 15 de abril de 1948, foi formada a província do Himachal Pradexe, resultante da fusão de 28 pequenos estados principesco nos contrafortes dos Himalaias ocidentais, conhecidos conjuntamente como Shimla Hills States (governados por príncipes feudais ou zaildars) e quatro "estados de montanha" do sul do Panjabe. O estado de Bilaspur, formado pouco depois da independência foi integrado no Himachal Pradexe em 1954, o qual se tornou um Território da União em 1956. Em 1971 tornou-se o 18.º estado indiano, após alguns ans antes lhe terem sido anexados diversas áreas da região histórica do Panjabe.
Em Ximelá conservam-se muitas lembranças do domínio britânico na Índia, nomeadamente edifícios como o antigo Pavilhão do Vice-rei, a Casa Auckland, a Igreja de Cristo, o castelo de Gorton, a câmara municipal e o Teatro Gaiety. O Peterhoff original, outra residência do vice-rei, foi destruído por um fogo em 1981. Atualmente, o nome é usado por um hotel de luxo que pouco ou nada tem a ver com o edifício original. A Ximelá britânica  estendia-se por cerca de dois quiómetros ao longo da "serra" (The Ridge) entre os montes Jakhu e Prospect. O eixo central era o Mall, uma avenida ou estrada que se estende ao longo do Ridge, com a Mall Extension para sul. A circulação de quaisquer tipos de veículos era proibida no Mall, exceto para o vice-rei e a sua esposa.[carece de fontes?]

## Geografia

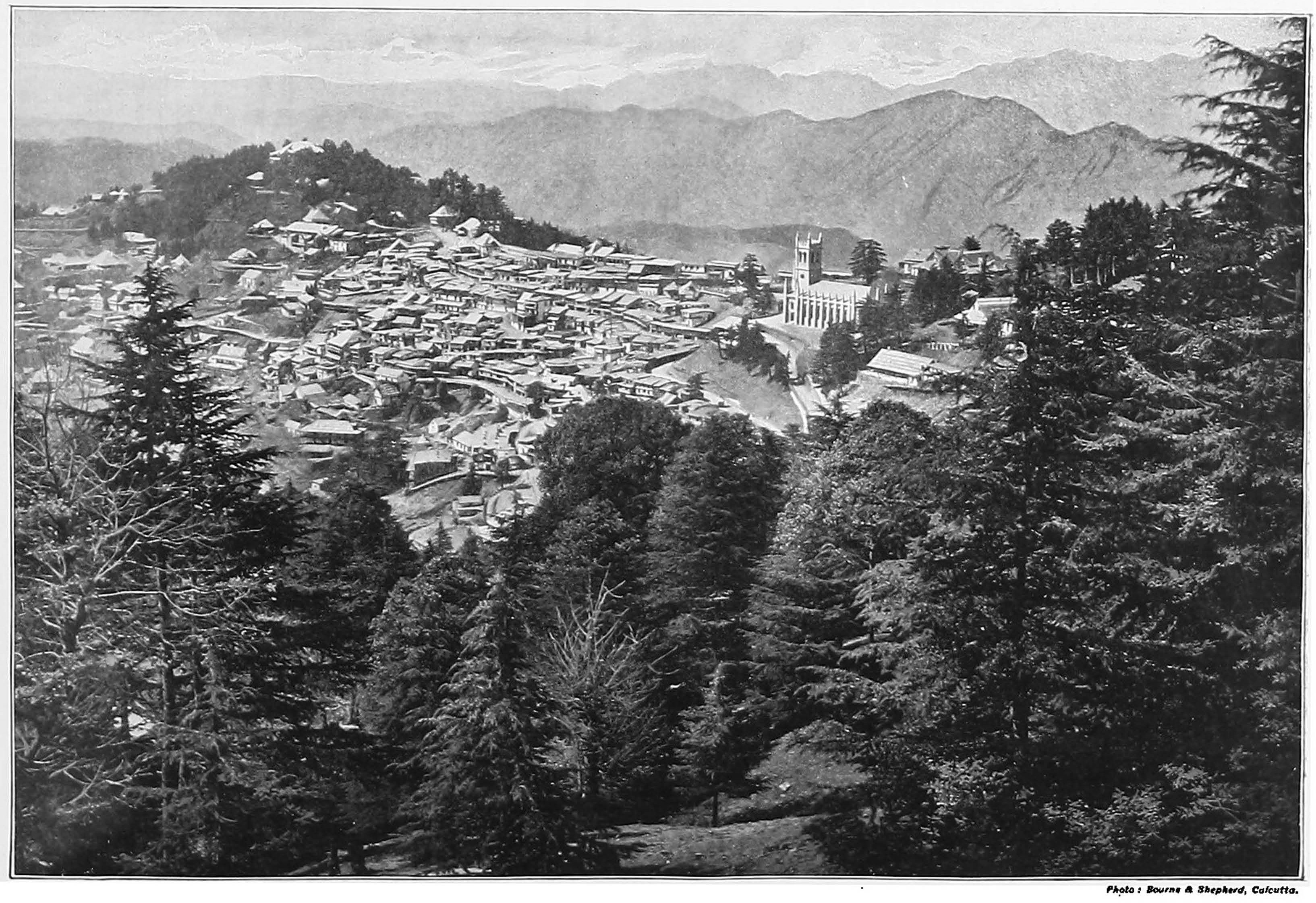
Fotografia panorâmica de Ximelá tirada entre 1887 e 1889

Ximelá situa-se nos maciços sudoeste dos Himalaias, a uma altitude média de 2 206 m, ocupando uma cumeeira de sete montes (Inverarm Hill, Observatory Hill, Prospect Hill, Summer Hill, Bantony Hill, Elysium Hill e Jakhoo Hill). O ponto mais alto (2 454 m) é o cimo do Jakhoo Hill. A cidade tem aproximadamente 9,2 km de comprimento no sentido leste-oeste.[carece de fontes?]
A cidade situa-se numa Zona IV (de alto risco de estragos) do zoneamento de riscos sísmicos da Índia. As técnicas de construções deficientes e população crescente reforçam os riscos numa zona de elevado risco sísmico. Não há corpos de água perto de Ximelá e o rio mais próximo, o Sutle, passa a 21 km da cidade. Outros rios que atravessam o distrito, mais longe da cidade, são o Guiri e o Pabar, ambos afluentes do Yamuna.
A cintura verde do plano diretor de Ximelá cobre 414 hectares. As principais florestas na área da cidade e arredores são compostas de pinheiros, cedros-do-himalaia (deodaras), carvalhos e rododendros. A degradação ambiental devida ao número crescente de turistas sem infraestruturas adequadas para os suportar resultou na perda de popularidade como destino de ecoturismo. Outra causa de preocupação crescente na região são os deslizamentos de terra que ocorrem frequentemente depois de chuvas fortes.

### Clima
O clima de Ximelá é do tipo subtropical de montanha (Cwb segundo a classificação de Köppen-Geiger). É moderadamente frio durante o inverno e ligeiramente quente durante o verão, com as temperaturas médias extremas ao longo do ano oscilando entre os -4 °C e os 31 °C. No verão a temperatura varia entre 19 e os 28 °C e no inverno entre -1 e 10 °C. A precipitação média mensal varia entre 15 mm em novembro e 434 mm em agosto. Tipicamente é de cerca de 45 mm por mês durante o inverno e primavera e cerca de 175 mm em junho, quando a monção se aproxima. A precipitação média anual é 1 575 mm, substancialmente inferior à que se regista em outras hill stations, mas bastante superior à registada nas planícies indianas. A queda de neve, que no passado ocorria principalmente em dezembro, tem vindo a verificar-se desde o final do século XX sobretudo en janeiro e início de fevereiro. Até à década de 1990 era frequente que a cidade ficasse praticamente paralisada devido à neve por mais de duas semanas, o que deixou de se verificar, havendo anos em que não há queda de neve dois dias sucessivos. Em janeiro de 2013 registou-se o maior nevão dos últimos anos, tendo caído 63,6 cm de neve em dois dias.
| Dados climatológicos para Shimla                                               | Dados climatológicos para Shimla | Dados climatológicos para Shimla | Dados climatológicos para Shimla | Dados climatológicos para Shimla | Dados climatológicos para Shimla | Dados climatológicos para Shimla | Dados climatológicos para Shimla | Dados climatológicos para Shimla | Dados climatológicos para Shimla | Dados climatológicos para Shimla | Dados climatológicos para Shimla | Dados climatológicos para Shimla | Dados climatológicos para Shimla |
| Mês                                                                            | Jan                              | Fev                              | Mar                              | Abr                              | Mai                              | Jun                              | Jul                              | Ago                              | Set                              | Out                              | Nov                              | Dez                              | Ano                              |
| ------------------------------------------------------------------------------ | -------------------------------- | -------------------------------- | -------------------------------- | -------------------------------- | -------------------------------- | -------------------------------- | -------------------------------- | -------------------------------- | -------------------------------- | -------------------------------- | -------------------------------- | -------------------------------- | -------------------------------- |
| Temperatura máxima recorde (°C)                                                | 21,4                             | 22,6                             | 25,8                             | 29,6                             | 32,4                             | 31,5                             | 28,9                             | 27,8                             | 28,6                             | 25,6                             | 23,5                             | 20,5                             | 32,4                             |
| Temperatura máxima média (°C)                                                  | 9,3                              | 10,3                             | 14,5                             | 19,8                             | 23,0                             | 23,8                             | 21,3                             | 20,5                             | 20,4                             | 18,9                             | 15,4                             | 11,9                             | 17,5                             |
| Temperatura mínima média (°C)                                                  | 1,7                              | 2,4                              | 6,1                              | 10,8                             | 13,6                             | 15,1                             | 14,6                             | 14,2                             | 12,9                             | 10,5                             | 7,0                              | 4,0                              | 9,5                              |
| Temperatura mínima recorde (°C)                                                | −10,6                            | −8,5                             | −6,1                             | −1,3                             | 1,4                              | 7,8                              | 9,4                              | 10,6                             | 5,0                              | 0,2                              | −1,1                             | −12,2                            | −12,2                            |
| Precipitação (mm)                                                              | 53,0                             | 63,8                             | 68,9                             | 61,3                             | 83,8                             | 185,3                            | 333,0                            | 296,7                            | 148,7                            | 36,3                             | 22,5                             | 21,4                             | 1 374,6                          |
| Queda de neve média (cm)                                                       | 42                               | 43                               | 7                                | 0                                | 0                                | 0                                | 0                                | 0                                | 0                                | 0                                | 0                                | 7                                | 99                               |
| Dias com chuva                                                                 | 4,5                              | 5,3                              | 5,9                              | 4,6                              | 6,3                              | 10,1                             | 17,2                             | 16,2                             | 8,8                              | 2,2                              | 1,5                              | 1,8                              | 84,5                             |
| Dias com neve                                                                  | 4,2                              | 4,2                              | 1,4                              | 0                                | 0                                | 0                                | 0                                | 0                                | 0                                | 0                                | 0,1                              | 1,3                              | 11,2                             |
| Fonte: Departamento Meteorológico da Índia (recordes até 2010; neve 1990–2010) |                                  |                                  |                                  |                                  |                                  |                                  |                                  |                                  |                                  |                                  |                                  |                                  |                                  |

### Demografia
Segundo os dados do censo de 2011, a cidade ocupava uma área de 35,34 km² e tinha 169 578, 55% do sexo masculino e 45% do sexo feminino; densidade: 4 798,5 hab./km². A aglomeração urbana de Ximelá tinha 171 817 habitantes. A taxa de analfabetismo na cidade era 6,4% na cidade e 5,9% na área metropolitana. A maior parte da população é natural do Himachal Pradexe. A maior faixa etária é a dos 16–45 anos, que representa 55% da população; 28% da população tem menos de 16 anos. A relação entre sexos nos jovens (930 raparigas para cada 1000 rapazes) é preocupante e bastante inferior à média do estado do Himachal Pradexe (974—1000).[carece de fontes?]
A área urbana cresceu consideravelmente desde a fundação da hill station colonial. Estendeu-se desde Hiranagar até Dhalli num dos lados e de Tara Devi até Malyana no outro lado. Em relação aos dados do censo de 2001, em 2011 a população cresceu 19,3% e a área urbanizada 80,8%. À população fixa à que juntar uma população flutuante de cerca de 75 000 pessoas, devida principalmente a empregos sazonais no setor turístico. A taxa de desemprego na cidade desceu de 36% em 1992 para 22,6% em 2006, devido principalmente à industrialização e ao crescimento dos setores de serviços e de conhecimento.
A língua franca em Ximelá é o hindi, que é também a mais falada e a mais usada para fins oficiais. O inglês é falado por uma parte considerável da população e é a segunda língua oficial. Além do hindi, são também muito usadas línguas pahari, faladas pelos paharis, que constituem a etnia predominante. O panjabi predomina entre os imigrantes de origem panjabe, grande parte deles refugiados ou descendentes de refugiados do Panjabe Ocidental que se instalaram na cidade após a Partição da Índia em 1947.
Em 2011, a maioria da população era hindu (93,5%). As minorias religiosas mais numerosas são as dos muçulmanos (2,29%), siques (1,95%), budistas (1,33%) e cristãos (0,62%). Nos últimos anos tem vindo a aumentar a imigração de muçulmanos, especialmente provenientes do Utar Pradexe.[carece de fontes?]

## Economia
O funcionalismo público e o setor turístico ocupam a maior parte da população ativa de Ximelá. A população restante ocupa-se principalmente na educação e na horticultura. Além de ser o polo principal de transportes e comércio da região, a cidade é também um centro médico, que dispõe de uma faculdade de medicina e quatro hospitais principais. O plano de desenvolvimento prevê tornar Ximelá um destino de turismo de saúde. A hotelaria é uma das principais fontes de rendimento.
As instituições de ensino de Ximelá sempre foram conhecidas pela sua qualidade. Entre as diversas escolas superiores, destacam-se a Universidade Himachal Pradexe e o Instituto Indiano de Estudo Avançado (IAAS). O governo está a tentar promover a tecnologia, nomeadamente a tecnologia de informação como a nova área para crescimento e desenvolvimento, apesar de ainda não haver muitas empresas que se tenham instalado em Ximelá.

### Transportes
A cidade é servida por autocarros urbanos e suburbanos, bem como por táxis. Devido às grandes inclinações, os auto-riqexós, muito comuns na generalidade da Índia, são relativamente raros em Ximelá. A circulação de veículos privados é proibida no Mall, Ridge e zonas comerciais adjacentes. Há boas ligações rodoviárias com as principais cidades do Norte da Índia. A estrada NH 22 liga a cidade a Chandigar.
O Aeroporto de Ximelá (IATA: SLV, ICAO: VISM) situa-se em Jubarati, a 23 km do centro da cidade. O aeroporto internacional mais próximo é o de Chandigar, situado a 116 km de Ximelá.
A linha ferroviária Calca–Ximelá, de via estreita, está registado no Livro Guinness dos Recordes como a linha com o maior ganho de altitude na distância de 96 km Além da estação principal, chamada Ximelá, existem estações em Summer Hill e Totu (ou Jutogh).

## Cultura, desporto e atrações turísticas
Em Ximelá ocorrem vários festivais, entre os quais se destaca o Festival de Verão de Ximelá, organizado todos os anos desde a década de 1960 durante o pico da estação alta de turismo, em maio ou junho, durante três ou quatro dias no Ridge. O programa inclui espetáculos de música com artistas locais e de toda a Índia, exposições de flores, fotografia, moda, artesanato, gastronomia, atividades desportivas para adultos e crianças, etc.
A cidade tem vários locais para visitar, como o Mall e o Ridge, dois dos locais favoritos de passeio no centro. A maior parte dos edifícios antigos conservam a sua arquitetura tudorbethana e neogótica da era colonial. Entre os mais famosos e mais monumentais destacam-se o antigo Viceregal Lodge (Pavilhão do Vice-Rei) ou Rashtrapati Niwas, onde atualmente funciona o Instituto Indiano de Estudo Avançado e o Wildflower Hall, atualmente um hotel de luxo. No museu do estado, inaugurado em 1974,há coleções de pinturas, joalheria e têxteis da região.[carece de fontes?]
Na cidade há vários templos, que atraem devotos das localidades em volta. O templo Kali Bari, dedicado à deusa hindu Cali, situa-se perto do Mall. O Templo de Jakhu situa-se no ponto mais alto da cidade. O Sankat Mochan, um templo dedicado ao deus hindu Hanuman, é famoso pelos numerosos macacos que se vivem nas suas proximidades. Situa-se na estrada para Kalka, a 10 km de Ximelá. O templo vizinho de Tara Devi é um local de prática de rituais e onde se realizam alguns festivais. Outros locais de culto de destaque incluem a gurdwara (templo sique) junto ao terminal de autocarros e a Igreja de Cristo, situada no Ridge. Esta última é a igreja mais antiga de Ximelá e a segunda mais antiga do Norte da Índia. De estilo neogótico, foi consagrada ao culto anglicano em 1857.
O Lakkar Bazaar, um mercado que se prolonga para além do Ridge, é conhecido pelo artesanato de madeira. A 55 km de Ximelá, há uma estância termal, Tatta Pani, onde se acredita que as correntes de água quente sulfurosa situadas nas margens do rio Sutlej têm propriedades medicinais.[carece de fontes?]
O artesanato de Ximelá é muito apreciado pelos turistas. As peças vão desde peças de joalheria a esculturas, passando por xailes bordados, roupa de couro, tapetes, mantas de lã e peças de madeira, como pequenas caixas, utensílios, relevos, etc. Na região de Ximelá abundam os pinheiros e cedros-do-himalaia, cuja madeira é usada para artesanato e foi extensamente usada em todos os edifícios principais da cidade.[carece de fontes?]
Ximelá dispõe de um rinque de patinagem de gelo, alegadamente o único rinque natural da Ásia, onde decorrem competições desportivas estaduais e nacionais. O Clube de Patinagem no Gelo de Ximelá, que administra o rinque, organiza todos os anos em janeiro um carnaval, que inclui um concurso de roupa de fantasia e patinagem artística. Devido aos efeitos do aquecimento global e ao desenvolvimento urbano em redor da cidade, o rinque tem vindo a diminuir o número de dias que está aberto nos últimos invernos. A lã de ovelha é usada para fabricar tapetes, mantas e xailes, com belos motivos florais e outros. Nas peças bordadas incluem-se lenços, leques, luvas, chapéus, etc. As peças de couro incluem sapatos, chinelos e cintos.[carece de fontes?]
Devido à sua topografia, com grandes inclinações, Ximelá acolhe a corrida de bicicleta de montanha MTB Himalaya, considerado o maior evento do seu tipo na Ásia Meridional.[carece de fontes?] Fora da cidade encontra-se o campo de golfe de 18 buracos de Naldehra, o mais antigo do seu género da Índia. Perto de Ximelá há três estâncias de esqui: Kufri, Mashobra e Narkanda. A mais popular é a de Kufri, situada cerca de 13 km a leste de Ximelá. Mashobra fica à mesma distância, mas ligeiramente para nordeste. Narkanda fica cerca de 70 km a nordeste e é uma das estâncias de esqui mais antigas da Índia.

## Educação
A cidade tem 14 anganwadis e 63 escolas primária. Há várias escolas fundadas durante a era britânica. Alguns dos Colégios internos da cidade geridos por religiosos foram fundados durante o período colonial britânico. Entre eles estão a Bishop Cotton School (masculino), a St. Edward's School (masculino), a Auckland House School, a Shimla Public School, Tara Hall (feminino) e os conventos do Sagrado Coração (feminino) e de Jesus e Maria (Chelsea; feminino).
Há duas faculdades de medicina em Ximelá — o Indira Gandhi Medical College e o Dental College. A Universidade de Himachal Pradexe (HPU) está sediada em Ximelá; dela fazem parte, entre outras faculdades e institutos, a Himachal Pradexe University Business School (HPUBS) e o University Institute of Information Technology (UIIT). Há também uma universidade privada, a Alakh Prakash Goyal Shimla University. A National Academy of Audit and Accounts, uma escola superior de formação de funcionários do Indian Audit and Accounts Service, um organismo que controla as contas dos governos central e estaduais da Índia.
No Viceregal Lodge funciona o Instituto Indiano de Estudo Avançado (IAAS), um centro residencial de investigação em ciências humanas, cultura indiana, religião e ciências naturais. Outra instituição de investigação de Ximelá é o Central Potato Research Institute, membro do Indian Council of Agricultural Research (ICAR).
Ximelá tem duas bibliotecas públicas estatais, que juntas têm mais de 47 000 livros. A que funciona no edifício Gandhi Bhavan da universidade tem mais de 40 000 livros. A segunda, igualmente instalada num edifício histórico do Ridge, tem cerca de 7 000 livros.